# Championnat d'Afrique des nations masculin de handball 2006
Navigation
Égypte 2004 Angola 2008
La 17e édition du championnat d'Afrique des nations masculin de handball a lieu à Tunis (Tunisie) du 10 au 20 janvier 2006. Le tournoi réunit les meilleures équipes masculines de handball en Afrique. Ce championnat se déroule concomitamment avec le tournoi féminin et sert de qualification pour les championnats du monde 2007.
En finale, la Tunisie s'impose 26 à 21 face à l'Égypte et remporte son 7e titre dans la compétition, ce qui constitue désormais un record. Le Maroc complète le podium.

## Lieux de compétition
| Ville     | Salle                           | Capacité      |
| --------- | ------------------------------- | ------------- |
| Radès     | Palais des sports du 7-Novembre | 14 000 places |
| El Menzah | Palais des sports d'El Menzah   | 4 500 places  |

## Tour préliminaire

### Groupe A àEl Menzah
|   | Équipe  | Pts     | J       | G       | N       | P       | Bp      | Bc      | Diff    |
| - | ------- | ------- | ------- | ------- | ------- | ------- | ------- | ------- | ------- |
| 1 | Égypte  | 2       | 1       | 1       | 0       | 0       | 46      | 18      | 28      |
| 2 | Gabon   | 0       | 1       | 0       | 0       | 1       | 28      | 36      | -8      |
| - | Sénégal | forfait | forfait | forfait | forfait | forfait | forfait | forfait | forfait |

| Date et heure         | Équipe 1 | Score   | Équipe 2 |
| --------------------- | -------- | ------- | -------- |
| 10 janvier 2006 18h30 | Gabon    | 18 - 36 | Égypte   |

Les sélections masculines et féminines du Sénégal ont été contraintes de déclarer forfait par manque de budget.

### Groupe B àRadès
|   | Équipe        | Pts | J | G | N | P | Bp | Bc | Diff |
| - | ------------- | --- | - | - | - | - | -- | -- | ---- |
| 1 | Tunisie       | 4   | 2 | 2 | 0 | 0 | 82 | 43 | 39   |
| 2 | Côte d'Ivoire | 2   | 2 | 1 | 0 | 1 | 30 | 40 | -10  |
| 3 | Cameroun      | 0   | 2 | 0 | 0 | 2 | 23 | 52 | -29  |

| Date et heure         | Équipe 1      | Score   | Équipe 2      |
| --------------------- | ------------- | ------- | ------------- |
| 10 janvier 2006 18h30 | Tunisie       | 40 - 20 | Côte d'Ivoire |
| 11 janvier 2006 18h30 | Côte d'Ivoire | 10 - 0  | Cameroun      |
| 12 janvier 2006 18h30 | Cameroun      | 23 - 42 | Tunisie       |

### Groupe C à l'Ariana
|   | Équipe   | Pts | J | G | N | P | Bp | Bc | Diff |
| - | -------- | --- | - | - | - | - | -- | -- | ---- |
| 1 | Angola   | 4   | 2 | 2 | 0 | 0 | 64 | 53 | 11   |
| 2 | Congo    | 2   | 2 | 1 | 0 | 1 | 49 | 48 | 1    |
| 3 | RD Congo | 0   | 2 | 0 | 0 | 2 | 51 | 63 | -12  |

| Date et heure         | Équipe 1 | Score   | Équipe 2 |
| --------------------- | -------- | ------- | -------- |
| 10 janvier 2006 18h30 | Angola   | 27 - 23 | Congo    |
| 11 janvier 2006 18h30 | Congo    | 26 - 21 | RD Congo |
| 12 janvier 2006 18h30 | RD Congo | 30 - 37 | Angola   |

### Groupe D àEl Menzah
|   | Équipe  | Pts | J | G | N | P | Bp | Bc | Diff |
| - | ------- | --- | - | - | - | - | -- | -- | ---- |
| 1 | Maroc   | 4   | 2 | 2 | 0 | 0 | 72 | 60 | 12   |
| 2 | Algérie | 2   | 2 | 1 | 0 | 1 | 40 | 31 | 9    |
| 3 | Nigeria | 0   | 2 | 0 | 0 | 2 | 30 | 51 | -21  |

| Date et heure         | Équipe 1 | Score   | Équipe 2 |
| --------------------- | -------- | ------- | -------- |
| 10 janvier 2006 16h30 | Algérie  | 10 - 0  | Nigeria  |
| 11 janvier 2006 18h30 | Nigeria  | 30 - 41 | Maroc    |
| 12 janvier 2006 18h30 | Maroc    | 31 - 30 | Algérie  |

## Tour principal

### Groupe I àEl Menzah
|   | Équipe        | Pts | J | G | N | P | Bp | Bc  | Diff |
| - | ------------- | --- | - | - | - | - | -- | --- | ---- |
| 1 | Égypte        | 6   | 3 | 3 | 0 | 0 | 95 | 62  | 33   |
| 2 | Angola        | 4   | 3 | 2 | 0 | 1 | 84 | 82  | 2    |
| 3 | Algérie       | 2   | 3 | 1 | 0 | 2 | 83 | 78  | 5    |
| 4 | Côte d'Ivoire | 0   | 3 | 0 | 0 | 3 | 69 | 109 | -40  |

| Date et heure         | Équipe 1      | Score   | Équipe 2      |
| --------------------- | ------------- | ------- | ------------- |
| 14 janvier 2006 16h30 | Angola        | 34 - 26 | Côte d'Ivoire |
| 14 janvier 2006 18h30 | Égypte        | 26 - 21 | Algérie       |
| 15 janvier 2006 16h30 | Algérie       | 27 - 28 | Angola        |
| 15 janvier 2006 18h30 | Côte d'Ivoire | 19 - 40 | Égypte        |
| 16 janvier 2006 16h30 | Algérie       | 35 - 24 | Côte d'Ivoire |
| 16 janvier 2006 18h30 | Angola        | 22 - 29 | Égypte        |

### Groupe II àRadès
|   | Équipe  | Pts | J | G | N | P | Bp  | Bc  | Diff |
| - | ------- | --- | - | - | - | - | --- | --- | ---- |
| 1 | Tunisie | 6   | 3 | 3 | 0 | 0 | 137 | 64  | 73   |
| 2 | Maroc   | 4   | 3 | 2 | 0 | 1 | 92  | 91  | 1    |
| 3 | Congo   | 2   | 3 | 1 | 0 | 2 | 80  | 99  | -19  |
| 4 | Gabon   | 0   | 3 | 0 | 0 | 3 | 57  | 112 | -55  |

| Date et heure         | Équipe 1 | Score   | Équipe 2 |
| --------------------- | -------- | ------- | -------- |
| 14 janvier 2006 18h30 | Tunisie  | 45 - 22 | Congo    |
| 14 janvier 2006 18h30 | Gabon    | 19 - 34 | Maroc    |
| 15 janvier 2006 16h30 | Maroc    | 32 - 28 | Congo    |
| 15 janvier 2006 18h30 | Tunisie  | 48 - 16 | Gabon    |
| 16 janvier 2006 14h30 | Congo    | 30 - 22 | Gabon    |
| 16 janvier 2006 18h30 | Maroc    | 26 - 44 | Tunisie  |

## Phase finale
|  | Demi-finales                    | Demi-finales                |                        |    | Finale                      | Finale                      |
|  | Demi-finales                    | Demi-finales                |                        |    | Finale                      | Finale                      |
|  |                                 |                             |                        |    |                             |                             |
|  | 18 janvier 2006 18h30 Radès     | 18 janvier 2006 18h30 Radès |                        |    | 20 janvier 2006 20h30 Radès | 20 janvier 2006 20h30 Radès |
|  | 18 janvier 2006 18h30 Radès     | 18 janvier 2006 18h30 Radès |                        |    | 20 janvier 2006 20h30 Radès | 20 janvier 2006 20h30 Radès |
|  | Tunisie                         | 36                          |                        |    | 20 janvier 2006 20h30 Radès | 20 janvier 2006 20h30 Radès |
|  | Tunisie                         | 36                          |                        |    | 20 janvier 2006 20h30 Radès | 20 janvier 2006 20h30 Radès |
|  | Angola                          | 21                          |                        |    | 20 janvier 2006 20h30 Radès | 20 janvier 2006 20h30 Radès |
|  | Angola                          | 21                          | Tunisie                | 26 |                             |                             |
|  | 18 janvier 2006 18h30 El Menzah |                             | Tunisie                | 26 |                             |                             |
|  |                                 | Égypte                      | 21                     |    |                             |                             |
|  | Égypte                          | Égypte                      | 21                     | 32 |                             |                             |
|  | Égypte                          |                             |                        | 32 |                             |                             |
|  | Maroc                           | 23                          |                        |    |                             |                             |
|  | Maroc                           | 23                          | Match pour la 3e place |    |                             |                             |
|  |                                 |                             |                        |    |                             |                             |
|  | 19 janvier 2006 18h30 El Menzah |                             |                        |    |                             |                             |
|  |                                 |                             |                        |    |                             |                             |
|  | Angola                          | 25                          |                        |    |                             |                             |
|  | Angola                          | 25                          |                        |    |                             |                             |
|  | Maroc                           | 26                          |                        |    |                             |                             |
|  | Maroc                           | 26                          |                        |    |                             |                             |

### Demi-finales
| 18 janvier 2006 18h30 | Tunisie | 36–21 | Angola | Palais des sports du 7-Novembre, Radès |
| 18 janvier 2006 18h30 | (19–8)  |       |        | Palais des sports du 7-Novembre, Radès |

| 18 janvier 2006 18h30 | Égypte  | 32–23 | Maroc | Palais des sports du 7-Novembre, Radès |
| 18 janvier 2006 18h30 | (16–12) |       |       | Palais des sports du 7-Novembre, Radès |

### Match pour la3eplace
| 19 janvier 2006 18h30 | Maroc   | 26–25 | Angola | Palais des sports d'El Menzah, Tunis |
| 19 janvier 2006 18h30 | (12–15) |       |        | Palais des sports d'El Menzah, Tunis |

### Finale
| 20 janvier 2006 20h30 | Tunisie       | 26–21   | Égypte           | Palais des sports du 7-Novembre, Radès |
| 20 janvier 2006 20h30 | Wissem Hmam 9 | (13–10) | Ahmed El-Ahmar 6 | Palais des sports du 7-Novembre, Radès |
| 20 janvier 2006 20h30 | Hand action   |         |                  | Palais des sports du 7-Novembre, Radès |

- Tunisie : Wissem Hmam 9, Heykel Megannem 6, Wissem Bousnina 3, Marouen Belhadj 3, Sahbi Ben Aziza 2, Issam Tej 1, Anouar Ayed 1, Mahmoud Gharbi 1
- Égypte : Ahmed El-Ahmar 6, Sayed 3, Mohamed Keshk (en) 4, Awad 3, Hassan Yousry (en) 1, Abdelfarès 2, Alam 2.

## Matchs de classement

### Match pour la5eplace
| 18 janvier 2006 12h00 | Algérie   | 33 - 27 | Congo | Ariana |
| 18 janvier 2006 12h00 | (20 - 16) |         |       | Ariana |

### Match pour la7eplace
| 18 janvier 2006 10h00 | Côte d'Ivoire | 29 - 26 | Gabon | Ariana |
| 18 janvier 2006 10h00 | (13 - 13)     |         |       | Ariana |

### Poule de classement 9 à 11
|   | Équipe   | Pts | J | G | N | P | Bp | Bc | Diff |
| - | -------- | --- | - | - | - | - | -- | -- | ---- |
| 1 | Cameroun | 2   | 2 | 1 | 0 | 1 | 55 | 49 | 6    |
| 2 | Nigeria  | 2   | 2 | 1 | 0 | 1 | 54 | 57 | -3   |
| 3 | RD Congo | 2   | 2 | 1 | 0 | 1 | 49 | 52 | -3   |

| Date et heure         | Équipe 1 | Score   | Équipe 2 |
| --------------------- | -------- | ------- | -------- |
| 14 janvier 2006 20h30 | RD Congo | 25 - 22 | Cameroun |
| 15 janvier 2006 14h30 | Nigeria  | 30 - 24 | RD Congo |
| 17 janvier 2006 14h30 | Cameroun | 33 - 24 | Nigeria  |

## Classement final
Le classement final est le suivant : 
| Classement                  | Nation        |
| --------------------------- | ------------- |
| Médaille d'or, Afrique      | Tunisie       |
| Médaille d'argent, Afrique  | Égypte        |
| Médaille de bronze, Afrique | Maroc         |
| 4                           | Angola        |
| 5                           | Algérie       |
| 6                           | Congo         |
| 7                           | Côte d'Ivoire |
| 8                           | Gabon         |
| 9                           | Cameroun      |
| 10                          | Nigeria       |
| 11                          | RD Congo      |
| Forfait                     | Sénégal       |

Les équipes de Tunisie, d'Égypte, du Maroc et d'Angola sont qualifiées pour le championnat du monde 2007 en Allemagne.
L'effectif de la Tunisie était : Marouène Maggaiez (GB), Makram Missaoui (GB), Wassim Helal (GB), Makrem Jerou (en), Heykel Megannem, Issam Tej, Sobhi Saïed, Wissem Hmam, Wissem Bousnina, Anouar Ayed, Sabhi Ben Aziza, Marouen Belhadj, Dhaker Seboui (en), Selim Hedoui, Ali Madi (en), Mahmoud Gharbi, Hatem Haraket, Jaleleddine Touati. Entraîneur : Sead Hasanefendić.

## Récompenses
| \| · El-Nakib · Ayed · El-Fakharany (en) · Rebahi · Hmam · Megannem · Bousnina Meilleur joueur : Megannem Meilleur buteur : ? (? buts) \| |
| Équipe-type du championnat d'Afrique des nations 2006                                                                                     |
| · El-Nakib · Ayed · El-Fakharany (en) · Rebahi · Hmam · Megannem · Bousnina Meilleur joueur : Megannem Meilleur buteur : ? (? buts)       |

L'équipe type désignée par la Confédération africaine de handball (CAHB) est composée des joueurs suivants :
- Meilleur joueur : Heykel Megannem,  Tunisie
- Meilleur gardien de but : Mohamed Bakir El-Nakib,  Égypte
- Meilleur ailier gauche : Anouar Ayed,  Tunisie
- Meilleur arrière gauche : Wissem Hmam,  Tunisie
- Meilleur demi-centre : Heykel Megannem,  Tunisie
- Meilleur pivot : Hany El-Fakharany (en),  Égypte
- Meilleur arrière droit : Wissem Bousnina,  Tunisie
- Meilleur ailier droit : Mohamed Rebahi,  Algérie